# شری جی. ویلسون
شِری ج. ویلسون (انگلیسی: Sheree J. Wilson؛ زادهٔ ۱۲ دسامبر ۱۹۵۸) یک هنرپیشه اهل ایالات متحده آمریکا است.
از فیلم‌ها یا مجموعه‌های تلویزیونی که وی در آن‌ها نقش داشته است می‌توان به دالاس و موج جرم و جنایت اشاره نمود.